# Duncan Gordon Boyes

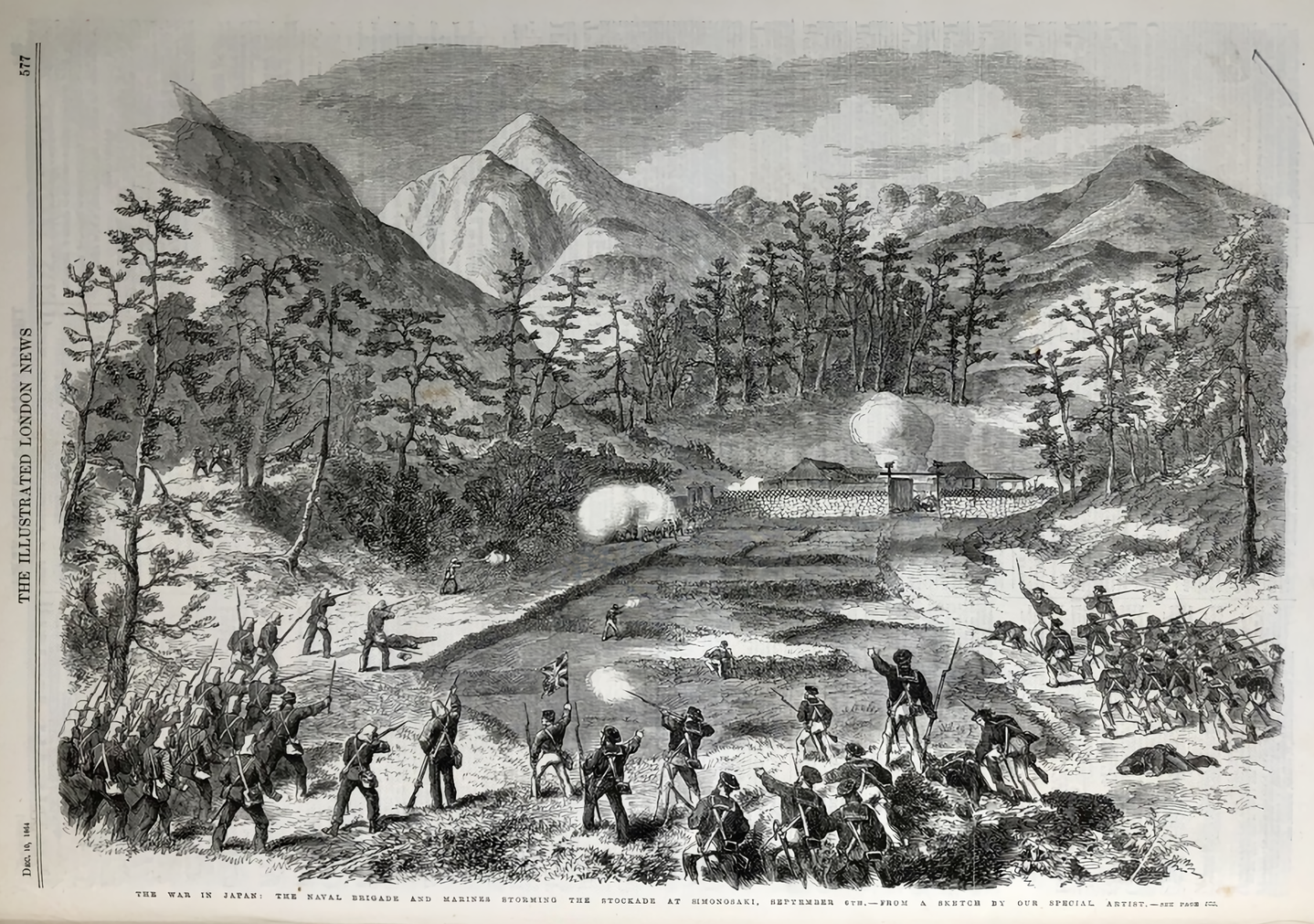
La et les Royal Marines britanniques combattant à Shimonoseki en septembre 1864. The Illustrated London News, 24 décembre 1864.

Duncan Gordon Boyes, né le 5 novembre 1846 à Cheltenham en Angleterre et suicidé à l'âge de 22 ans le 26 janvier 1869 à Dunedin en Nouvelle-Zélande, est un marin britannique récipiendaire de la croix de Victoria, la plus haute et la plus prestigieuse distinction pour bravoure face à l'ennemi. Il reçut cette médaille pour sa conduite durant le bombardement de Shimonoseki au Japon, en 1864.

## Biographie

### Jeunesse et formation
Fils de John Boyes et de sa femme Sabina, Duncan Gordon Boyes est né le 5 novembre 1846 au 3 Paragon Buildings à Cheltenham dans le Gloucestershire. Sa sœur, Louisa Mary, épousera plus tard Thomas James Young (en), récipiendaire de la croix de Victoria à Lucknow en Inde en 1857.
Duncun est éduqué au Cheltenham College avant d'entrer dans la marine. Il est assigné sur le HMS Euryalus (en) à la base navale des Indes orientales.

### Croix de Victoria
Il obtient la croix de Victoria à l'âge de 17 ans pour sa conduite lors du bombardement de Shimonoseki au Japon le 6 septembre 1864 alors qu'il est aspirant sur le HMS Euryalus. Il porte les couleurs de la reine pendant le combat avec la compagnie de front attaquant la palissade ennemie. Il garde alors les couleurs en l'air malgré des tirs proches qui tuent un sergent effectuant la même mission. Boyes et le sergent Thomas Pride (CV) (en), sévèrement blessé, durant s'arrêter en raison des ordres d'officiers supérieurs.
La citation suivante fut publiée dans le London Gazette le 21 avril 1865 :
« Duncan Gordon Boyes, aspirant sur le navire de sa majestée Euryalus, pour la bravoure remarquable que, selon le témoignage du capitaine Alexandre CB, à l'époque capitaine de pavillon sous les ordres du vice-amiral Augustus Leopold Kuper, Mr. Boyes afficha lors de la capture de la palissade ennemie. Il porta les couleurs de la compagnie de front, restant devant tout le monde, juste en face du feu ennemi, ses sergents étaient tombés, l'un mortellement, l'un sévèrement blessé, et il s'arrêta seulement d'avancer par l'ordre d'un officier supérieur. Les couleurs qu'il portait furent transpercées à six reprises par des balles de fusils. »
Ernest Mason Satow mentionne Duncan Boyes dans ses mémoires intitulés A Diplomat in Japan (Londres, 1921) par les termes suivants : « Les lieutenants Edwards et Crowdy du génie étaient devant avec un aspirant nommé D.G. Boyes, qui portait les couleurs très vaillamment ; il reçut plus tard la croix de Victoria pour sa conduite très courageuse pour quelqu'un de si jeune » (A Diplomat in Japan, première édition, p. 112).
Au toast de la marine, Duncun Boyes fut décoré de la croix de Victoria le 22 septembre 1865 par l'amiral Michael Seymour (commandant-en-chef à Portsmouth) à Southsea dans le Sud de l'Angleterre, en même temps que William Seeley (en) et Thomas Pride (CV) (en) également pour leur conduite à Shimonoseki. Hugh Talbot Burgoyne (en), John Edmund Commerell (en) et d'autres récipiendaires de la médaille assistèrent à la cérémonie.

### Dernières années
La courte vie de Duncan finit pitoyablement. Le 9 février 1867, lui et un autre aspirant furent jugés en cour martiale pour désobéissance au commandant-en-chef qui leur avait interdit de pénétrer dans le chantier naval des Bermudes passé 23h, ceci après le refus du gardien de les laisser entrer sans autorisation. Ils avouèrent tous les deux les faits et furent démis de la marine. Certaines rumeurs affirment qu'une sanction si sévère n'était pas justifiée et que les deux jeunes hommes avaient peut-être commis d'autres faits plus graves mais étouffés par la marine.
La disgrâce fut très lourde à supporter pour Boyes qui commença à souffrir de dépression et à boire. Pour raisons de santé, il partit en Nouvelle-Zélande pour travailler à l'élevage de moutons avec son frère, mais le scandale le suivit jusque là-bas, ce qui provoqua une grave dépression nerveuse chez lui et il se suicida en se défenestrant le 26 janvier 1869 à Dunedin à l'âge de 22 ans et 2 mois. Sur son certificat de décès, la cause de la mort est un delirium tremens causé par le sevrage à l'alcool.
Il est enterré au cimetière du sud de Dunedin (en). Cependant, le 4 mai 1954, l'association royale des services et retours de Nouvelle-Zélande (en), en raison de sa croix de Victoria, le réinhuma dans la section des militaires du cimetière de la baie Anderson (en),.

## La médaille
La croix de Victoria de Boyes, immatriculée GBP 51 750, fut vendue à Londres le 21 juillet 1998 (lot 212) par le Cheltenham College afin de fonder une bourse d'études au nom de Boyes.
La médaille est aujourd'hui dans une collection privée. Une réplique est exposée en permanence à la bibliothèque du Cheltenham College.